# Kullervo Manner

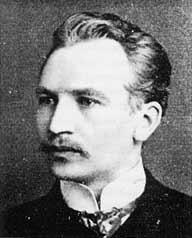
Kullervo Manner

Kullervo Manner (Kokemäki, 12 de outubro, 1880 — Ukhta-Pechora, 15 de janeiro de 1939) foi um jornalista e líder comunista finlandês.
Durante a Guerra Civil Finlandesa, Manner foi o líder da Guarda Vermelha e exerceu a função de primeiro-ministro da breve República Socialista dos Trabalhadores da Finlândia, no começo de 1918. Morreu na prisão, oficialmente de tuberculose.